# ناتشرادتس
ناتشرادتس (به چکی: Načeradec) یک منطقهٔ مسکونی در جمهوری چک است که در ناحیه بنشوو واقع شده‌است. ناتشرادتس ۴۸٫۴۵ کیلومتر مربع مساحت و ۱٬۰۲۳ نفر جمعیت دارد و ۵۲۸ متر بالاتر از سطح دریا واقع شده‌است.